# Gare d'Ethe
La gare d’Ethe est une ancienne gare ferroviaire belge de la ligne 155, de Marbehan à Écouviez, située à Ethe, ancienne commune rattachée à la ville de Virton province de Luxembourg, en Région wallonne.
Mise en service en 1873 par la Compagnie de Virton, elle ferme aux voyageurs en 1951 et aux marchandises entre 1953 et 1960.

## Situation ferroviaire
Établie à 235 m d’altitude, la gare d'Ethe est située au point kilométrique (PK) 19,5 de la ligne 155, de Marbehan à Virton et Écouviez (frontière), entre les haltes de Buzenol et Biémont.

## Histoire
La station d’Ethe est mise en service en 1873 par la Compagnie du chemin de fer de Virton qui a terminé la construction de la ligne Marebehan - Virton le 9 novembre 1872. Il faut attendre le 21 avril 1873 pour que débute une desserte régulière de marchandises et le 28 mai pour les voyageurs. L’Administration des chemins de fer de l’État belge reprend le contrôle de la Compagnie de Virton le 15 mars 1881.
Les gares d’origine de la Compagnie ont toutes un bâtiment des recettes correspondant au plan type 1873 des Chemins de fer de l’État belge, avec une aile de trois travées à gauche et une façade dépourvue d’enduit à l’origine. Ethe comportait au moins deux voies.
La ligne de tramway 502 de la Société nationale des chemins de fer vicinaux (SNCV) reliant Arlon à Ethe avait son terminus en face de la gare avec un bâtiment administratif et dépôt, toujours visible en 2022. Une photographie du village incendié en 1914 montre le bâtiment de la gare intact et un raccordement SNCV menant à la cour à marchandises.
Durant la Seconde Guerre mondiale, les Allemands en retraite font sauter le pont du chemin de fer en pierre sur la route de Belmont. Le mauvais état du pont provisoire pousse la SNCB à mettre fin au trafic des voyageurs sur la ligne 155 le 5 février 1951 et à fermer la section d’Ethe à Virton en 1953. Ethe reste desservi par des trains de marchandises venant de Marbehan jusqu’en 1960, lorsque le terminus de la ligne est reporté à la gare de Croix-Rouge. Les voies sont démontées respectivement en 1956 et 1968 et le bâtiment de la gare rasé au milieu des années 1960.
Le remblai de la voie ferrée à Ethe est remblayé et les terrains sont lotis avec des maisons au niveau de la gare et une enfilade de parkings derrière l’église où un pont routier, également détruit, enjambait la voie. Entre Ethe et Belmont, la place des Onous a été aménagée à l’emplacement du talus disparu. Lors de la création du RAVeL entre Croix-Rouge et Virton, la traversée d’Ethe n’a pas été rétablie, contraignant les randonneurs à y utiliser le réseau routier.